# Cupa Mondială de Baschet Masculin din 2023 - Grupa N
Grupa N de la Cupa Mondială de Baschet Masculin din 2023 a fost o grupă pentru stabilirea clasamentului din cadrul Cupei Mondiale de Baschet Masculin din 2023 care și-a desfășurat meciurile la Mall of Asia Arena, Pasay, Filipine. Echipele din această grupă sunt cele care s-au clasat pe ultimele două locuri din grupele preliminare Grupa C și Grupa D. Echipele au jucat contra celorlalte două echipă din cealaltă grupă.După ce toate meciurile au fost jucate, echipa de primul loc a fost clasată în zona locurilor 17-20, echipa de pe locul al doilea a fost clasată în zona locurilor 21-24, echipa de pe locul al treilea a fost clasată în zona locurilor 25-28, iar echipa de pe locul al patrulea a fost clasată în zona locurilor 29-32.

## Clasament
| Loc | Echipa        | MJ | V | Î | PM  | PP  | PD   | Pct |
| --- | ------------- | -- | - | - | --- | --- | ---- | --- |
| 1   | Egipt         | 5  | 2 | 3 | 412 | 411 | +1   | 7   |
| 2   | Noua Zeelandă | 5  | 2 | 3 | 429 | 463 | −34  | 7   |
| 3   | Mexic         | 5  | 2 | 3 | 410 | 467 | −57  | 7   |
| 4   | Iordania      | 5  | 0 | 5 | 369 | 475 | −106 | 5   |

1. 1 2 3  Egipt 3 Pt, +26 G; Noua Zeelandă 3 Pt, −6 G; Mexic 3 Pt, −20 G

## Meciuri

### Noua Zeelandă vs. Mexic
| 31 august 2023 16:00 |

| Boxscore |

| Noua Zeelandă                                  | 100–108 | Mexic                                    |
| Scorul pe sferturi: 22–31, 19–26, 27–21, 32–30 |         |                                          |
| Pt: Te Rangi 32 Rec: Harris 8 Pase: Ili 10     |         | Pt: Cruz 27 Rec: Jaimes 11 Pase: Stoll 9 |

### Egipt vs. Iordania
| 31 august 2023 20:30 |

| Boxscore |

| Egipt                                          | 85–69 | Iordania                                      |
| Scorul pe sferturi: 22–14, 18–22, 19–20, 26–13 |       |                                               |
| Pt: Amin, Marei 20 Rec: Marei 14 Pase: Gendy 5 |       | Pt: Bzai 18 Rec: Al-Dwairi 11 Pase: Ibrahim 5 |

### Noua Zeelandă vs. Egipt
| 2 septembrie 2023 16:45 |

| Boxscore |

| Noua Zeelandă                                    | 88–86 | Egipt                                          |
| Scorul pe sferturi: 22–25, 25–10, 21–26, 20–25   |       |                                                |
| Pt: Delany, Le'afa 27 Rec: Wetzell 7 Pase: Ili 5 |       | Pt: Amin, Gendy 19 Rec: Mahmoud 9 Pase: Amin 9 |

### Iordania vs. Mexic
| 2 septembrie 2023 20:30 |

| Boxscore |

| Iordania                                                           | 80–93 | Mexic                                      |
| Scorul pe sferturi: 24–24, 19–19, 22–25, 15–25                     |       |                                            |
| Pt: Hollis-Jefferson 26 Rec: Al-Dwairi 9 Pase: Hollis-Jefferson 10 |       | Pt: Girón 21 Rec: Jaimes 11 Pase: Jaimes 6 |